# Dorcadion gusakovi
Dorcadion gusakovi là một loài bọ cánh cứng trong họ Cerambycidae.